# Minoru Murata
Minoru Murata (村田 實?, Murata Minoru; Tokyo, 2 marzo 1894 – Tokyo, 26 giugno 1937) è stato un regista e attore giapponese.

## Biografia
Debutta come attore di shingeki, teatro d'avanguardia che presentava al pubblico rappresentazioni di opere occidentali. Recita in parecchi film di Norimasa Kaeriyama, mentre con la società cinematografica Shochiku gira il suo primo film e capolavoro Rojō no reikon, Anime sulla strada. Nel 1924 lavora per la casa di produzione Nikkatsu.
Esponente importante del cinema muto e degli inizi del cinema giapponese sonoro entra a far parte di quella avanguardia di registi giapponesi come Ozu, Naruse o Kinugasa. Successivamente passa agli studi cinematografici Shinkō dove dirige l'ultimo capolavoro Muteki. Gira complessivamente una cinquantina di film. Nel 1936 è uno dei fondatori di una associazione di registi giapponesi di cui diviene il primo presidente. Muore di una malattia cardiaca all'età di 43 anni.

## Filmografia parziale
- Anime sulla strada (路上の霊魂?, Rojō no reikon) (1921)
- Seisaku no tsuma (清作の妻?) (1924)
- Machi no tejinashi (街の手品師?) (1925)
- Nichirin (日輪?) (1926)
- Muteki (霧笛?) (1934)